# Бенратська лінія

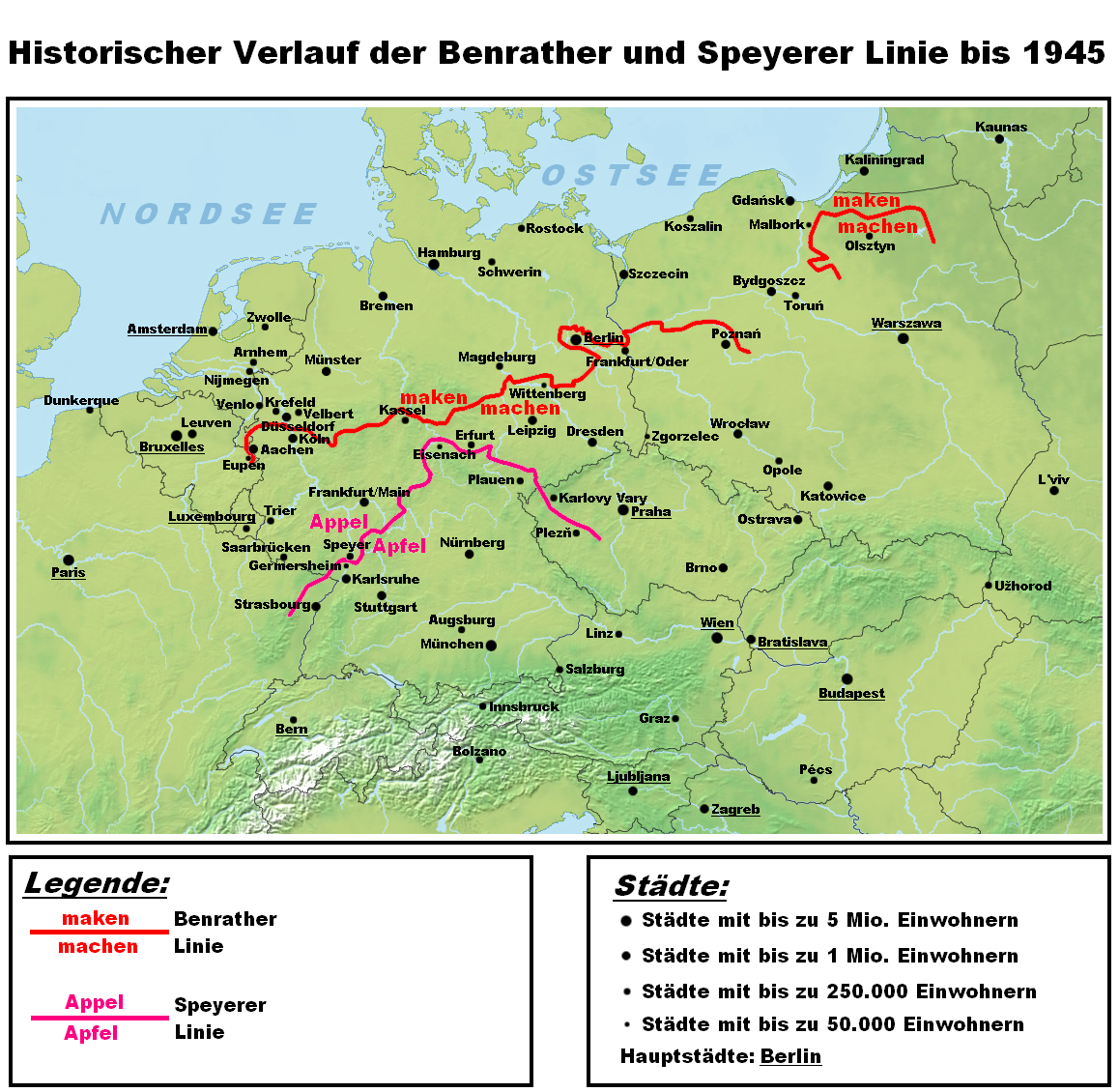
Лінія на мапі Німеччини

Бенратська лінія — мовна межа, яка визначена за ізоглосою maken-machen в материковому західнонімецькому діалектному континуумі. Уявна лінія, що пролягає із заходу на схід, від Ейпена (Бельгія) через німецькі Аахен та Бенрат (район Дюссельдорфа), де перетинає Райн, Ольпе, Кассель, Нордгаузен, Ашерслебен, Дессау-Росслау та проходить через Ельбу, до Берліна та Франкфурта-на-Одері. Отримала назву завдяки вищезгаданому місцю перетину з Райном.
Бенратська лінія відома як мовна границя між долішніми та горішніми німецькими говірками. Проте чітким кордоном її можна назвати лише частково, а на основній своїй довжині містить перехідні говірки західнонімецького континууму.
Бенратську лінію не можна назвати найпівнічнішою територією поширеності другого пересування приголосних звуків (нім. Lautverschiebung). Наприклад, у районі так званого Рейнського Віяла (Rheinischer Fächer), перехідної області від нижньофранкських до рейнсько-франкських діалектів, яка має вигляд розкритого віяла, так звана Урдінгенська лінія (названа за містом Uerdingen, через яке проходить), що відповідає ізоглосі ik-ich, проходить значно північніше.
Останніми десятиліттями кількість східнонижньонімецьких мовців у північній Саксонії-Ангальті та Бранденбурзі стрімко спадає. Через вплив прилеглих східносередньонімецьких говірок швидко поширюється нижньо-верхньонімецький суржик. Таким чином Бенратська лінія відсувається дедалі на північ.